# 婆娑鳥
婆娑鳥，又稱臺陽妖鳥，是台灣民間傳說中的靈鳥，能以歌聲魅惑萬物。

## 外觀與能力
有關婆娑鳥的大小記載不一，有身形大如雁的、也有小到跟鶯差不多大小的，但牠們的雄性都有如鳳凰一般的五色羽毛、雌性的羽毛則是灰黑色的。另外，牠們鳴啼可以吸引百鳥聚集、對牠們獻出抓來的食物，就算婆娑鳥飛走也會在身旁跟隨。

## 分布
有關婆娑鳥的記載主要出現在台灣中部地區的山林裡，據說乾隆51年（1786年）有一次現身紀錄，因為在那之後彰化很快爆發了林爽文事件，有人認為婆娑鳥是戰禍來臨的預兆。

## 原型

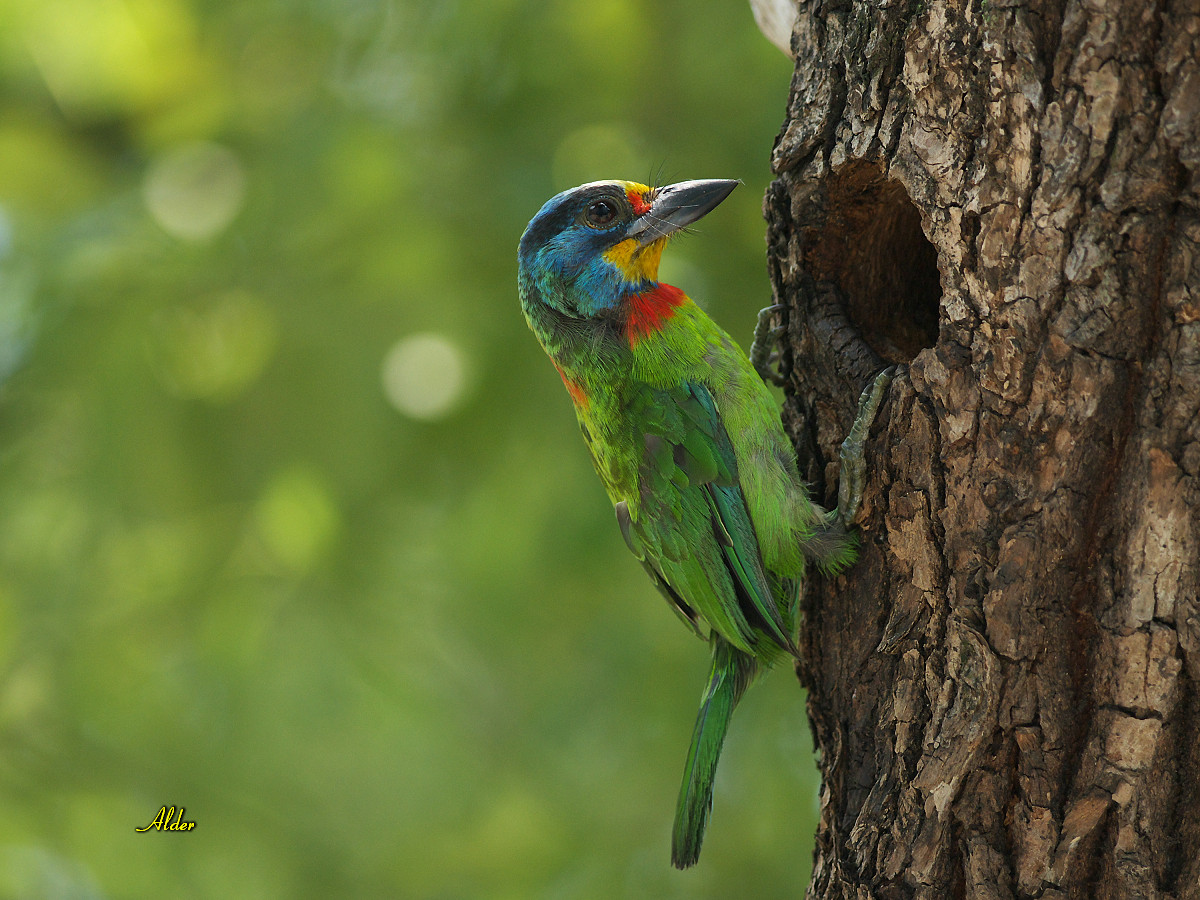
五色鳥有可能是婆娑鳥的原型

從牠們的大小和身體特徵的記載判斷，婆娑鳥的原型很有可能是孔雀和五色鳥。。